# Azercell
Azercell Telecom LLC este o companie de telecomunicații din Azerbaidjan. Azercell a fost înființată la 19 ianuarie 1996. Fondatorii au fost Turkcell și Ministerul Comunicațiilor din Republica Azerbaidjan.
Azercell Telecom și-a început activitatea la 15 decembrie 1996 oferind abonaților servicii de telecomunicații mobile bazate pe sistemul postpaid. În 1998, sistemul prepaid a fost lansat cu pachetul de tarifare, SimSim.

## Abonați
| An        | Abonați   |
| --------- | --------- |
| 1997      | 20,371    |
| 1998      | 55,831    |
| 1999      | 179,640   |
| 2000      | 380,857   |
| 2001      | 519,346   |
| 2002      | 668,598   |
| 2003      | 912,137   |
| 2004      | 1,308,640 |
| 2005      | 1,706,158 |
| 2006      | 2,333,387 |
| 2007      | 2,800,000 |
| 2008      | 3,475,000 |
| 2009      | 3,850,000 |
| 2010 (Q2) | 4,204,699 |

## Legături externe
- Azercell Telecom – site web